# Premier violon

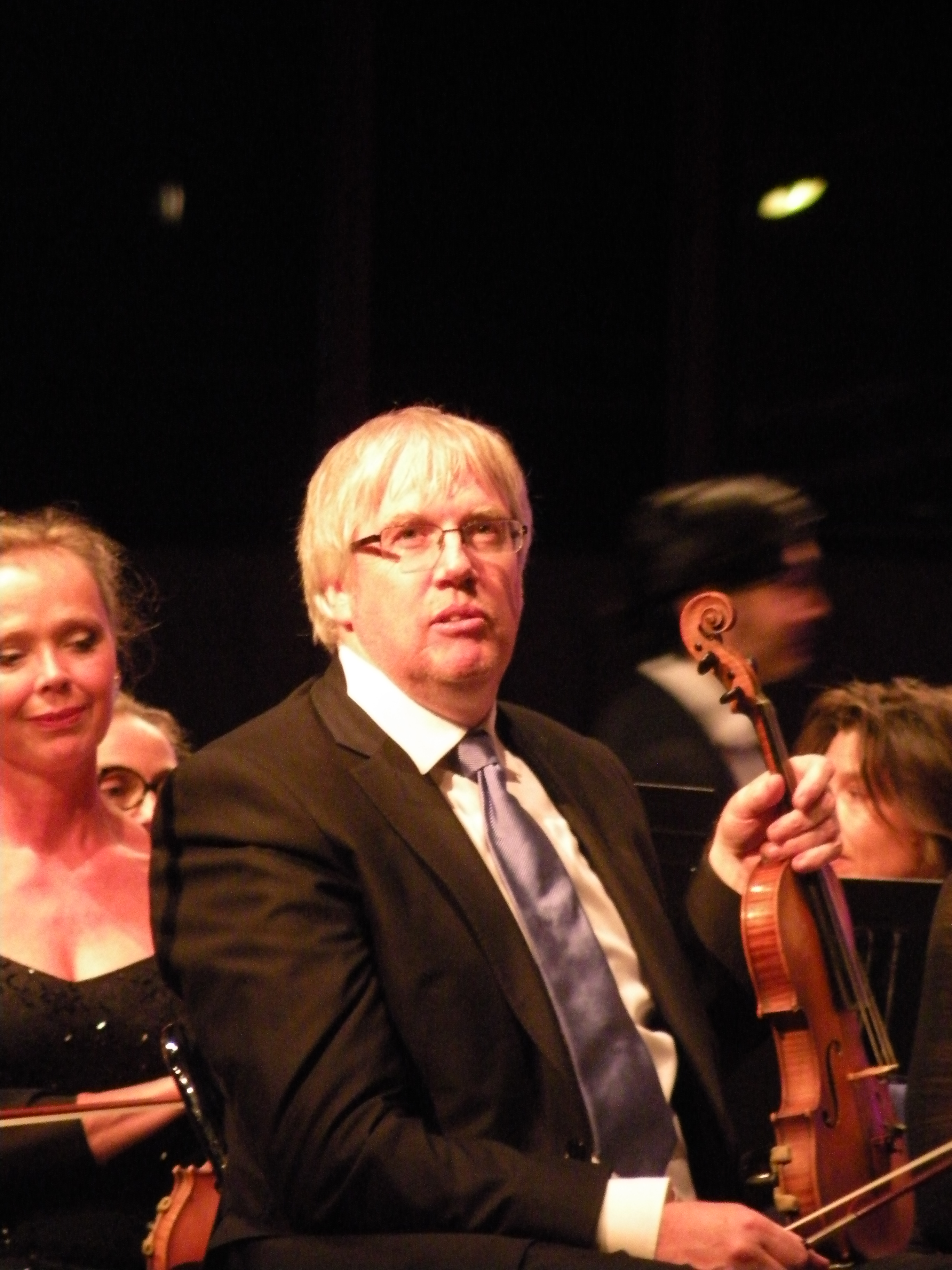
Pascal Cocheril, premier violon solo de l'Orchestre symphonique de Bretagne.

Les premiers violons, dans un orchestre (de musique symphonique ou non), sont les violonistes placés le plus à l'avant de la formation. Ils forment, avec les seconds violons, une part importante de l'orchestre, parfois la majorité quand il y a peu de vents. Musicalement, les parties de premiers violons sont essentiellement dévolues à la mélodie tandis que les seconds violons assurent essentiellement l'accompagnement. À partir du XIXe siècle, les compositeurs, Beethoven le premier, tendent à attribuer la mélodie alternativement aux premiers violons et aux seconds violons[réf. nécessaire].
Le premier d'entre eux est souvent désigné sous le vocable de « premier violon solo ». Il s'agit théoriquement du plus compétent et plus expérimenté des violonistes. Il a plusieurs fonctions à assumer,, :
- en tant que chef de pupitre des premiers violons, il doit les diriger ;
- en tant que chef des violons, il doit aider dans son rôle le chef de pupitre des seconds violons ;
- il décide des coups d'archet à adopter pour les cordes de l'orchestre ;
- son titre de violon solo signifie qu'il est chargé de jouer les solos, parfois inexistants, parfois majeurs (ex. : dans Thaïs, de Jules Massenet, la célèbre Méditation religieuse) ;
- il dirige l'accord des cordes. Il reçoit le la du hautbois, le transmet aux cordes, et s'assure que chaque pupitre s'accorde correctement ; c'est alors, seulement, que le chef d'orchestre entre.

En général, le premier violon joue également un rôle de représentant de l'orchestre auprès de l'administration et des chefs d'orchestre. C'est aussi à ce titre de primus inter pares qu'il est de coutume qu'il soit salué par le chef d'orchestre lors de son entrée en scène, ainsi qu'à la fin du concert, au nom de tous les musiciens de l'orchestre. De même, lorsqu'un soliste invité se produit lors d'un concerto, par exemple.
Les autres langues appuient parfois plus encore sur l'importance du violon solo : en anglais, il est le leader ou concertmaster, littéralement le « maître du concert » ; en allemand, il est Konzertmeister, dont le terme anglais est dérivé,,.
Dans un quatuor à cordes, le premier violon est l'un des deux violons. Les règles de composition classique lui assignent la partie la plus aiguë. Les compositeurs lui donnent aussi le plus souvent la partie la plus intéressante et/ou la plus délicate.